# Gioia del Colle Aleatico liquoroso dolce riserva
Il Gioia del Colle Aleatico liquoroso dolce riserva è un vino DOC la cui produzione è consentita nella città metropolitana di Bari.

## Caratteristiche organolettiche
- colore: rosso granato più o meno intenso con riflessi violacei, tendente all'arancione con l'invecchiamento
- odore: aroma delicato caratteristico che si fonde con il profumo che acquista con l'invecchiamento.
- sapore: pieno, caldo, dolce, armonico, gradevole

## Produzione
Provincia, stagione, volume in ettolitri
- nessun dato disponibile